# Fat Joe
Джозеф Антонио Картахена, более известный под псевдонимом Fat Joe (с англ. — «Толстый Джо») — американский рэпер, участник хип-хоп-групп Diggin' in the Crates Crew (D.I.T.C.) и Terror Squad.

## Музыкальная карьера

### 1991—1995: Ранние годы
В начале 90-х, Картахена под псевдонимом Fat Joe da Gangsta заключает контракт с Relativity Records. В то же время, он сотрудничает со многими исполнителями, которые позже присоединятся к его собственному лейблу. В 1993 году выходит его дебютный альбом Represent. Главный сингл альбома — трек «Flow Joe» занял первую строчку чарта Billboard Hot Rap Singles.
В 1995 году Fat Joe выпускает свой второй студийный альбом Jealous One’s Envy, который достигает 7 места в Billboard 200 и 2 места в Top R&B/Hip Hop Albums. Главным синглом альбома стал трек «Success», который не попал в чарты. Однако второй сингл — «Envy» достиг 8 места в чарте Hot Rap Tracks. Успех этого альбома позволил Fat Joe принять участие в записи ремикса «I Shot Ya», исполненного рэпером LL Cool J совместно с Фокси Браун, Китом Мюррей и Prodigy из группы Mobb Deep.

### 1998—2005: Договор с Atlantic Records, Terror Squad, конфликт с 50 Cent
Вышедший в 1998 Don Cartagena был третьим альбомом Joe и первым на лейбле Atlantic Records. Он достиг 2 места в топе The Billboard 200 и 1 места в Top R&B/Hip Hop albums, получив от RIAA статус дважды-платинового.
Альбом содержал два хита: «Bet Ya Man Can’t (Triz)» и «Don Cartagena». В записи поучаствовали Nas, Diddy, Big Pun, Raekwon, Jadakiss, и Bone Thugs-N-Harmony. В рамках данного альбома Fat Joe представил свой собственный коллектив Terror Squad, который включал в себя Big Pun, а также Cuban Link, Triple Seis, Prospect, Armageddon, а позже и Реми Ма.
Впоследствии Joe критиковали за то, что был выпущен только один сольный альбом Реми Ма, а также за минимальное участие членов оригинального состава Terror Squad — Prospect и Armageddon на втором альбоме коллектива True Story. В течение трёх лет переносились даты выхода альбома певца из Terror Squad, Tony Sunshine, а Prospect и Armageddon, по словам Joe, пока ещё не выпустили сольные альбомы, поскольку были «ленивыми». Бывший участник Terror Squad Triple Seis заявил, что он и Big Pun писали тексты за Joe и он пользуется услугами посторонних авторов.
Fat Joe выпустил свой четвёртый альбом Jealous Ones Still Envy (J.O.S.E.) в 2001 году при участии популярного в то время продюсера Ирва Готти. В записи альбома принял участие звёздный состав из Ашанти, Джа Рул, N.O.R.E., Баста Раймс, Petey Pablo, M.O.P., Лудакрис, Ар Келли, Buju Banton и артистов с его лейбла Terror Squad. Заглавный сингл «We Thuggin» с Ар Келли стал популярным в конце 2001 года, но померкнул на фоне спродюсированного Ирвом Готти What’s Luv? при участии звёзд лейбла The Inc. Джа Рул и Ашанти, ставшим крупным хитом начала 2002 года. Этот альбом стал самым большим успехом Fat Joe и получил статус шести-платинового, продавшись в количестве более шести миллионов копий. Однако пятый альбом Fat Joe Loyalty, вышедший в 2002 году также при участии Ирва Готти, не стал настолько же успешным.
Три года спустя, в 2005 году Fat Joe выпускает свой шестой альбом All or Nothing, знаменитый за трек «My Fofo», направленный против 50 Cent, который наезжал на Joe за сотрудничество с Джа Рул. All or Nothing включает синглы «Lean Back» с Реми Ма, «Hold You Down» с Дженнифер Лопес, «So Much More» и «Get It Poppin» с Nelly, а также участие Эминема, Mase, Мадонны и Ар Келли. В ответ на «My Fofo» 50 Cent атаковал Fat Joe в треке «Piggy Bank» из своего альбома The Massacre.

### 2006—2008:Me, Myself & I,The Elephant in the Room, продолжение конфликта с 50 Cent
Me, Myself & I, вышедший в 2006 году, является седьмым альбомом Fat Joe. Он стал первым альбомом в сотрудничестве с Virgin Records. Синглами стали хит Make It Rain с Лилом Уэйном, а также No Drama (Clap and Revolve).
В июне 2007 года Fat Joe участвует в записи сингла We Takin' Over от DJ Khaled вместе с Эйконом, T.I., Риком Россом, Birdman и Лилом Уэйном, а также ремикса на трек Khaled'а I’m So Hood с Лилом, Young Jeezy, Риком Россом, Бастой Раймс, Big Boi, Лудакрисом и Birdman.
Восьмой сольный студийный альбом Fat Joe The Elephant in the Room, распространявшийся компанией Imperial Records, подразделением Capitol Records совместно с Terror Squad Entertainment, был выпущен 11 марта 2008 года с заглавным синглом I Won’t Tell при участии J. Holiday. Альбом дебютировал на 1 позиции Billboard 200. Позже синглом был выпущен трек Ain’t Sayin' Nuthin' с Plies.
Словесная перепалка между Fat Joe и 50 Cent продолжается: в январе 2008 года 50 Cent выпускает очередной наезд на Fat Joe под названием Southside Nigga (I’m Leaving). 20 марта 2008 года, вскоре после публикации результатов продаж альбома The Elephant in the Room, 50 Cent размещает на YouTube видео, в котором показаны «похороны» Fat Joe. 50 Cent обсуждает низкий спрос на альбом Fat Joe и утверждает, что он поставил крест на карьере Fat Joe (также как он заявлял по поводу Джа Рула).

### 2009 — настоящее время:Jealous Ones Still Envy 2иThe Darkside
В октябре 2009 года Fat Joe выпускает свой девятый сольный альбом Jealous Ones Still Envy 2 (J.O.S.E. 2). В записи альбома приняли участие Ron Browz, Fabolous, Lil’ Kim, T-Pain, Лил Уэйн и Эйкон. Альбом дебютировал на четвёртой позиции Billboard 200 и за первую неделю разошёлся тиражом в 165 тыс. копий.
В январе 2010 года Fat Joe объявил о том, что ведёт работу над новым альбомом — The Darkside Vol. 1. Продюсерами альбома заявлены The Alchemist, Cool & Dre, Streetrunner и, возможно, Скотт Сторч. Среди гостей ожидаются DJ Khaled, Баста Раймс и Young Jeezy.
Первым синглом с The Darkside Vol. 1 стал трек «(Ha Ha) Slow Down», исполненный совместно с Young Jeezy.
27 июля 2010 года состоялся выход альбома. За первую неделю было продано 162 000 копий, а также альбом занял 2 позицию в чарте Billboard 200.
6 декабря 2019 года Fat Joe выпустил альбом Family Ties, исполнительным продюсером которого стал Dre из дуэта Cool & Dre. По словам рэпера, эта работа стала последней в его дискографии, поскольку в будущем он хочет уделять больше времени своей семье и детям. В записи Family Ties приняли участие такие артисты, как Эминем, Брайсон Тиллер, Реми Ма, Лил Уэйн, Карди Би, Ty Dolla Sign, Мэри Джей Блайдж и другие.

## Личная жизнь
Fat Joe по национальности — пуэрториканец. Рождённый в Бронксе, он вырос в семье, которая была на социальном обеспечении. К 1996 году он весил 300 фунтов (136 кг). В 2005 году журналы Stuff и ContactMusic.com сообщили о его попытках сбросить вес. У Fat Joe есть жена — Лорен, и двое детей.
8 сентября 1998 года Fat Joe и Big Pun были арестованы по обвинению в нападении на человека с бейсбольной битой и краже его золотой цепи 14 июня того же года. Fat Joe был снова арестован 12 мая 2002 года за то, что предположительно дрался с другим человеком в B.B. King’s Blues Club на Таймс-сквер, но обвинения были закрыты 10 января 2003 года. В двух делах об убийстве Fat Joe проходил свидетелем.

## Дискография
| Represent                                                                        | Дата выхода: 14 июня, 1993 года Лейбл: Relativity Формат: CD, LP                                           | 46 | 12 | — | —  | —  | —  | —  | —  | —   | |
| Jealous One's Envy                                                               | Дата выхода: 24 октября, 1995 года Лейбл: Relativity Формат: CD, LP                                        | 7  | 2  | — | —  | —  | —  | —  | —  | 189 | США: Золотой |
| Don Cartagena                                                                    | Дата выхода: 1 сентября, 1998 года Лейбл: Atlantic Формат: CD, LP, cassette, digital download              | 2  | 1  | — | —  | —  | —  | 9  | —  | 17  | США: 2x Платиновый Великобритания: Золотой |
| Jealous Ones Still Envy (J.O.S.E.)                                               | Дата выхода: 4 декабря, 2001 года Лейбл: Terror Squad, Atlantic Формат: CD, LP, cassette, digital download | 1  | 1  | 1 | 7  | 2  | 7  | 2  | 3  | 1   | США: 6x Платиновый Великобритания: 2x Платиновый Франция: Золотой Германия: Платиновый Австралия: 3x Платиновый Новая Зеландия: Платиновый Швейцария: Платиновый |
| Loyalty                                                                          | Дата выхода: 12 ноября, 2002 года Лейбл: Terror Squad, Columbia Формат: CD, LP, cassette, digital download | 2  | 1  | 1 | 6  | 21 | 36 | 3  | 76 | 11  | США: Платиновый Великобритания: Золотой |
| All or Nothing                                                                   | Дата выхода: 14 июня, 2005 года Лейбл: Terror Squad, Def Jam Формат: CD, LP, digital download              | 1  | 1  | 1 | 1  | 7  | 7  | 2  | 5  | 1   | США: 2x Платиновый Великобритания: 2x Платиновый Австралия: Платиновый Франция: 2x Платиновый Новая Зеландия: Золотой Германия: Золотой                          |
| Me, Myself & I                                                                   | Дата выхода: 14 ноября, 2006 года Лейбл: Terror Squad, Def Jam Формат: CD, LP, digital download            | 2  | 1  | 1 | 14 | 2  | 3  | 6  | 46 | 5   | США: Платиновый Австралия: Золотой Великобритания: Золотой Германия: Золотой                                                                                     |
| The Elephant in the Room                                                         | Дата выхода: 11 марта, 2008 года Лейбл: Terror Squad, Def Jam Формат: CD, LP, digital download             | 1  | 1  | 1 | 19 | 8  | 12 | 3  | 6  | 3   | США: Платиновый Великобритания: Золотой |
| Jealous Ones Still Envy 2 (J.O.S.E. 2)                                           | Дата выхода: 6 октября, 2009 года Лейбл: Terror Squad, Def Jam Формат: CD, digital download                | 4  | 1  | 1 | 73 | 9  | 56 | 11 | 17 | 6   | США: Золотой |
| The Darkside Vol. 1                                                              | Дата выхода: 27 июля, 2010 года Лейбл: Terror Squad, Def Jam Формат: CD, digital download                  | 2  | 1  | 1 | 29 | 9  | 31 | 9  | 23 | 7   | США: Золотой |
| «—» означает что альбом не попал в чарт или не был выпущен на данной территории. | |    |    |   |    |    |    |    |    |     | |

## Фильмография
- «Городская угроза» (1999) — Террор
- «Тюремная песня» (2001) — Большой Пит
- «Империя» (2002) — Тито Севера
- «Очень страшное кино 3» (2003) — в роли самого себя
- «Делай ноги» (2006) — Сэймур
- «Супермодель» (2015) — Ксавьер